# 신칸센 E7계·W7계 전동차
신칸센 E7계·W7계 전동차(일본어: 新幹線E7系 ・ W7系電車)는 동일본여객철도(JR 동일본)및 서일본여객철도(JR 서일본)의 신칸센 차량이다. 2015년 호쿠리쿠 신칸센에서 등급으로 영업운전을 개시하여 E2계 대체하고 있으며 2015년에는 호쿠리쿠 신칸센 구간인 나가노역 ~ 가나자와역 구간에서 연장 운행되고 있다. 총 71개 편성이 도입 됐으며 동일본여객철도는 48개 편성을, 서일본여객철도는 24개 편성을 도입했다.

## 개요
2011년 12월 동일본여객철도의 발표에 따르면 기존에 호쿠리쿠 신칸센 노선에 운행하고 있던 8편성인 E2계 0번대 차량을 교체하기 위해 새로운 고속열차를 개발에 들어갔다. 2012년 9월 4일 JR 동일본 · JR 서일본 공동 개발·도입을 공식 발표한 신칸센 차량이며, JR 동일본 소유 차량이 E7계 , JR 서일본 소유 차량이 W7계가 되었다.
2013년 11월에 신칸센 종합 차량 센터에 첫 편성이 인도되었다. 같은 해 12월에 호쿠리쿠 신칸센에 야간 시범 운행에 들어갔고 2014년 1월부터 주간 시범 운행에 들어갔다. 같은 해 2월에 측면 로고 디자인이 최초로 공개되었다.
2014년 3월 15일에 동일본여객철도의 시간표가 개정되면서 정규 운행을 시작했다. 당시 3편성이 도입되었고 왕복 7회 운행을 했다가 같은 해 11월에 왕복 20회로 증회되었다.
같은 해 4월에 최초로 W7계 차량이 도입되었고 고베에 위치한 가와사키 중공업에서 하쿠산까지 인도되었다. 같은 해 8월에 가나자와에서 조에쓰묘코 구간에 시범 운행에 들어갔다.
2015년 3월 14일에 개통된 호쿠리쿠 신칸센 가나자와 연장 개업을 따라 W7계 차량과 함께 가가야키, 쓰루기, 하쿠타카 열차를 운행하기 시작했다. 같은 해 4월부터 하반기까지 추가로 E7계를 도입할 예정이라고 발표했다. 호쿠리쿠 신칸센의 경우 나가노 개통부터 E2계 0번대로 운용되고 있지만, 신칸센 차량의 평균 내구연한인 15년을 초과하면서 차량 교체에 대응하는 목적도 있다. 같은 해 5월, 제55회 일본철도클럽에서 매년 개최하는 블루리본상에서 최우수 작품으로 선정되었다. 2016년 9월과 11월에 가나자와 ~ 센다이 구간에 호쿠리쿠 직통 전용 신칸센으로 간다!(일본어: 北陸直通専用新幹線で行く！)란 명칭으로 임시열차가 운행했다. 호쿠리쿠 신칸센, 도호쿠 신칸센을 직결로 운행을 했으며 도호쿠 신칸센 오미야 이북으로 최초로 E7계만 운행했다.
2017년 다이야 개정으로 E2계 0번대 차량이 운행이 종료되면서 아사마 열차는 모두 E7계로 대체되었다.
같은 해 4월 동일본여객철도에 따르면 향후 2018년부터 2020년까지 E4계 교체와 동시에 조에쓰 신칸센 노선에 도입을 발표했다. 도입에 앞서 같은 해 9월에 오미야 ~ 니가타 구간에 시범 운행을 실시했고 2019년 3월 16일부터 조에쓰 신칸센 노선에 운행과 동시에 그랜클래스 좌석을 제공하기 시작했다.

## 모델
이 열차는 E5계와 마찬가지로 E2계 모델을 기반으로 개발된 차량으로, E7계·W7계 열차 모델은 일본의 디자이너인 오쿠야마 켄이 제작했으며 이 열차는 미래 지향적인 스타일과 전통적인 디자인 요소를 결합한 일본 배경으로 설계되었다. 열차 선두부에 파란색 도장이 적용되었고 그 외에도 갈색과 흰색을 적용했다. 로고 숫자 7의 경우 화살표를 의미하며 주황색 도장이 적용되었고 동일본여객철도와 서일본여객철도 회사 사명까지 포함되었다.

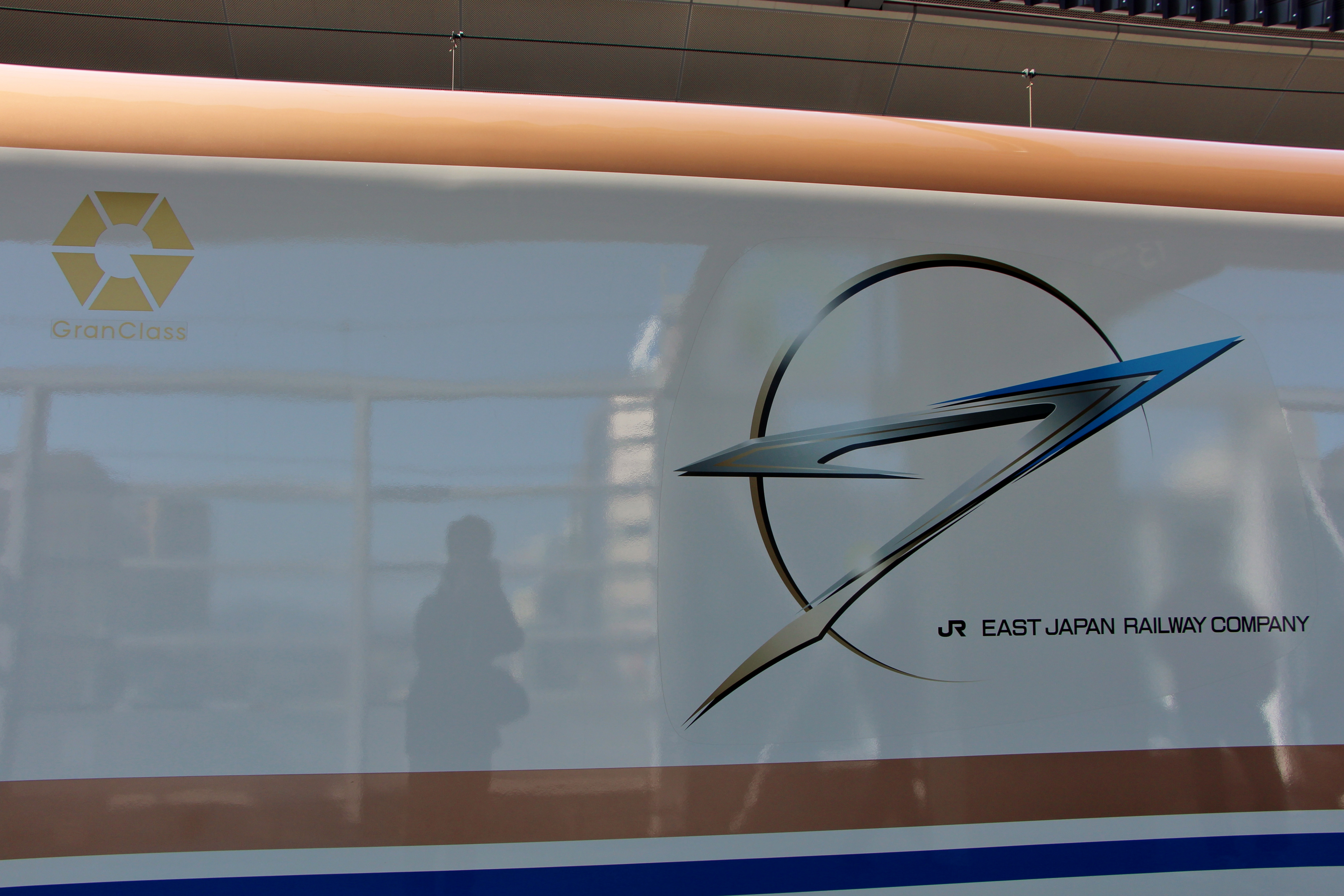
E7계 차량 로고
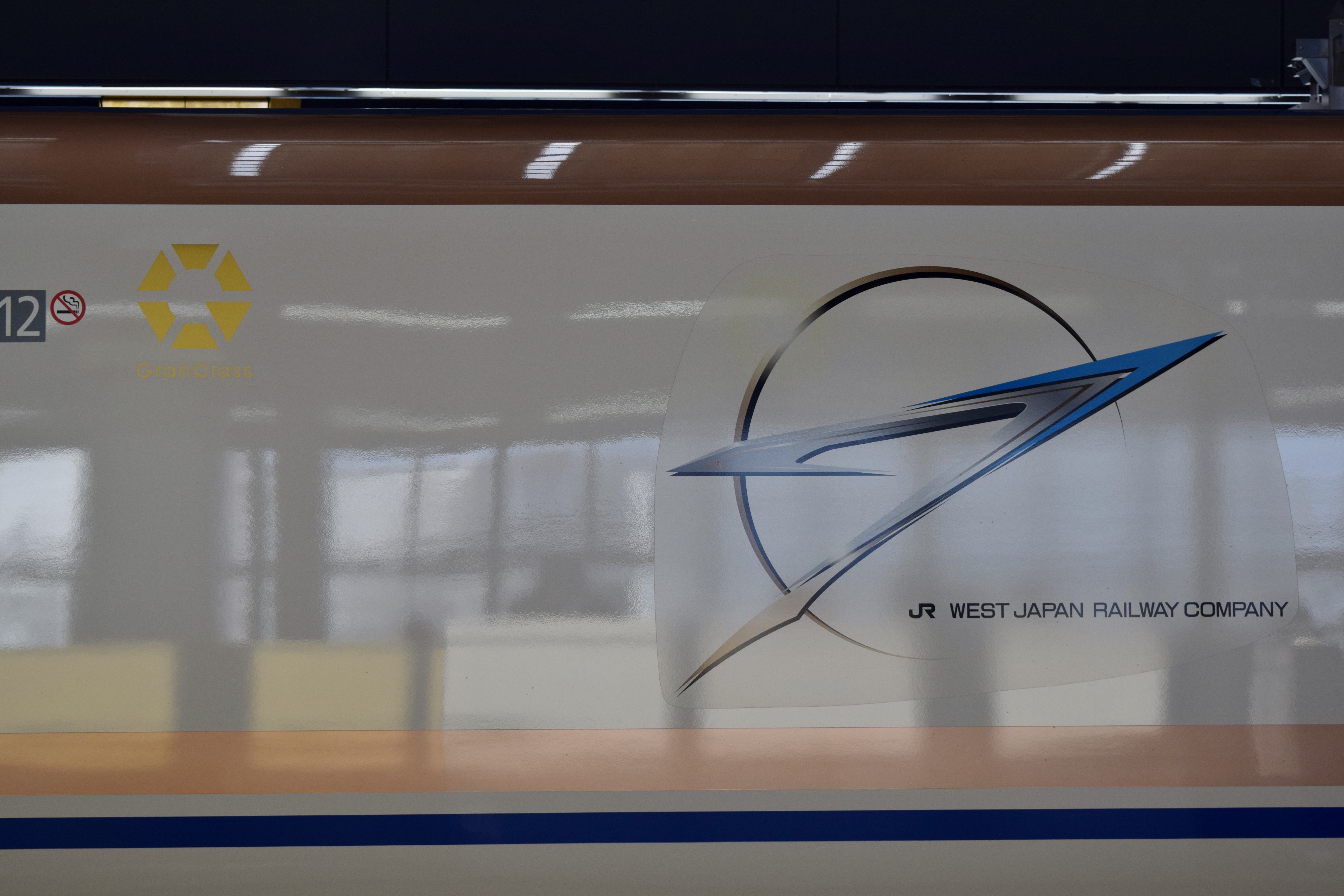
W7계 차량 로고

## 구조

### 차체 외관
차체는 알루미늄 합금 더블스킨 구조를 채용하고 있으며, 선두차의 노즈 길이는 E2계와 같은 9.1m이다. 차체 폭은 차체 경사 장치의 생략에 의해 3380mm로 E5계에 비해 30mm 넓어졌다. 차체 단면적은 E2계의 11m²보다 약간 작은 10.9m²이다. 상하 기기는 매다는 방식(吊り下げ式)으로, 차체에서 이어지는 형상의 커버로 덮여 있으나, 대차 부분은 완전히 덮여 있지 않고 하부가 개방된 형상이다. 차체 연결 부분의 경우 E5계에서는 장착되었던 차체간 댐퍼는 생략되었으며 다이어프램은 E6계와 같은 측면 다이어프램(側縮幌)을 채용했다.또,E2계나 E5계와 달리 12량이고 병렬연결 구조가 아니다.

### 대차
유욕식(油浴式) 윤활 플랜지(ツバ付) 원통 롤러 베어링·탈선 이탈 방지용 L자 가이드 장착 액슬박스를 갖춘 2장 지지판(2枚支持板)식 액슬박스 지지 경량 볼스터리스 대차로, 전동차가 DT211형, 제어차는 앞쪽(운전대 쪽)에 배장기를 장비한 TR7010A형, 뒷쪽(연결면 쪽)에 TR7010형을 장착한다.
제동은 E5계와 같은 공압식으로, 동력대차가 캘리퍼식 차륜 디스크 브레이크(각 차륜마다 1장), 부수대차가 캘리퍼식 차륜 디스크 브레이크(각 바퀴 1장)+차륜 디스크 브레이크(각 축 1장)을 장비한다.
그린차 및 보통차에는 감쇠력 절환식 세미 액티브 서스펜션을, 그랜클래스 차인 E714형에는 공기 액츄에이터 식 풀 액티브 서스펜션과 백업용 세미 액티브 서스펜션을 장비한다. E714형에서 풀 액티브 서스펜션 시스템 에러 등에 의한 고장시에는 백업으로서 세미 액티브 서스펜션이 작동한다.
E5계에 탑재된 차체 경사 장치는 최고 속도가 호쿠리쿠 신칸센에서는 260km/h, 조에쓰 신칸센에서는 240km/h로 구분됐기 때문에 장착되지 않았다.

## 운행 노선

### 현재 운행 노선
- 조에쓰 신칸센
  - 다니가와
  - 도키

- 호쿠리쿠 신칸센
  - 가가야키
  - 쓰루기
  - 아사마
  - 하쿠타카

## 객차 구성[26]
- 전 편성 3호차와 7호차에 팬터그래프가 존재한다.[27]

### F 편성 (동일본여객철도소속)
| 호차      | 1    | 2        | 3    | 4        | 5        | 6        | 7        | 8        | 9        | 10       | 11   | 12   |
| --------- | ---- | -------- | ---- | -------- | -------- | -------- | -------- | -------- | -------- | -------- | ---- | ---- |
| 명칭      | Tc   | M2       | M1   | M2       | M1       | M2       | M1       | M2       | M1       | M2       | M1s  | Tsc  |
| 번호      | E723 | E726-100 | E725 | E726-200 | E725-100 | E726-300 | E725-200 | E726-400 | E725-400 | E726-500 | E715 | E714 |
| 무게 (톤) | 41.3 | 44.7     | 46.1 | 45.2     | 46.4     | 45.2     | 46.5     | 45.2     | 46.4     | 45.0     | 45.6 | 44.5 |
| 좌석      | 50   | 98       | 85   | 98       | 85       | 88       | 58       | 98       | 85       | 98       | 63   | 18   |

### W 편성 (서일본여객철도소속)
| 호차      | 1        | 2        | 3        | 4        | 5        | 6        | 7        | 8        | 9        | 10       | 11       | 12       |
| --------- | -------- | -------- | -------- | -------- | -------- | -------- | -------- | -------- | -------- | -------- | -------- | -------- |
| 명칭      | Tc       | M2       | M1       | M2       | M1       | M2       | M1       | M2       | M1       | M2       | M1s      | Tsc      |
| 번호      | W723-100 | W726-100 | W725-100 | W726-200 | W725-200 | W726-300 | W725-300 | W726-400 | W725-400 | W726-500 | W715-500 | W714-500 |
| 무게 (톤) | 41.3     | 44.7     | 46.1     | 45.2     | 46.4     | 45.2     | 46.5     | 45.2     | 46.4     | 45.0     | 45.6     | 44.5     |
| 좌석      | 50       | 98       | 85       | 98       | 85       | 88       | 58       | 98       | 85       | 98       | 63       | 18       |

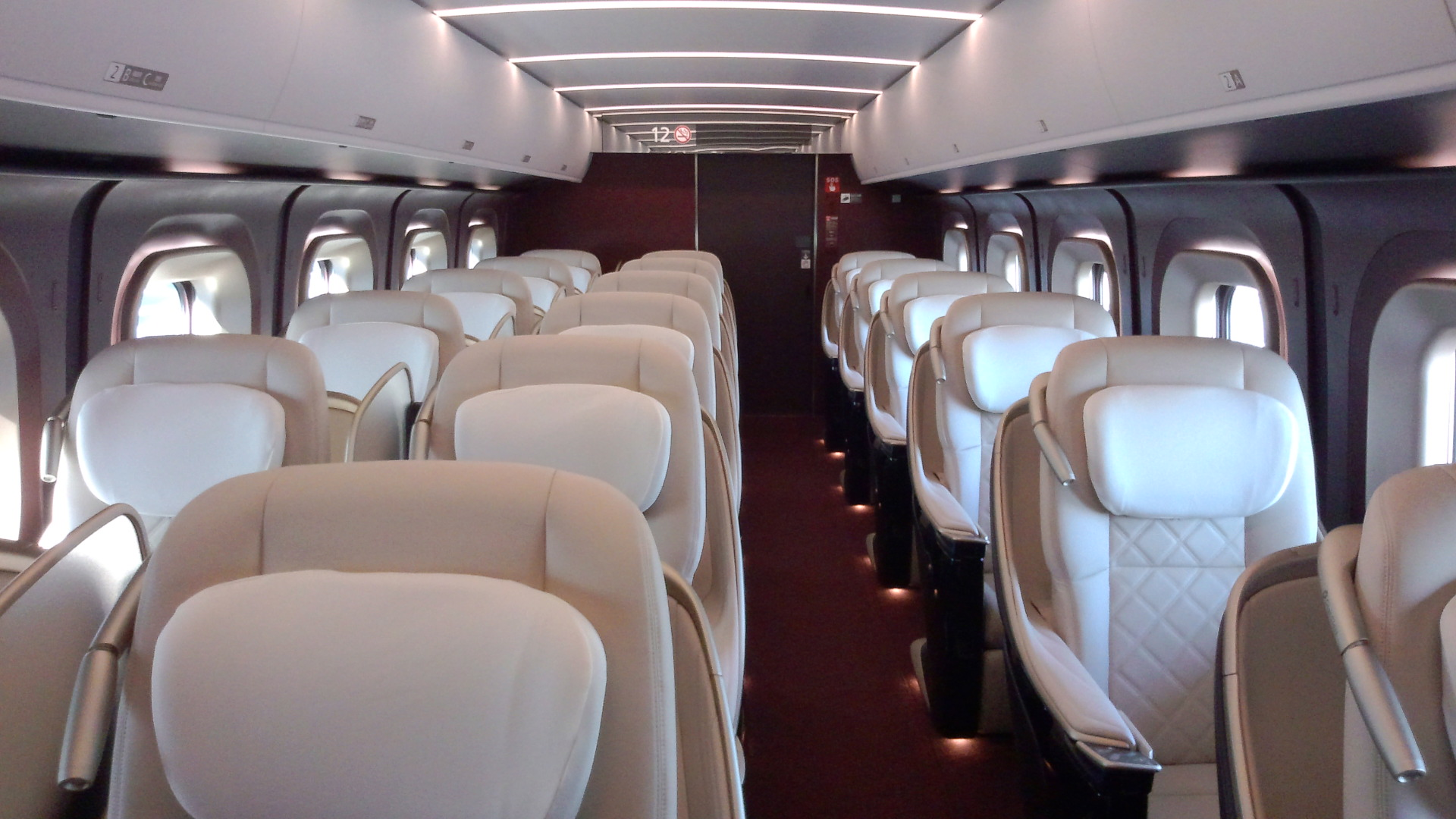
12호차 그랜클래스
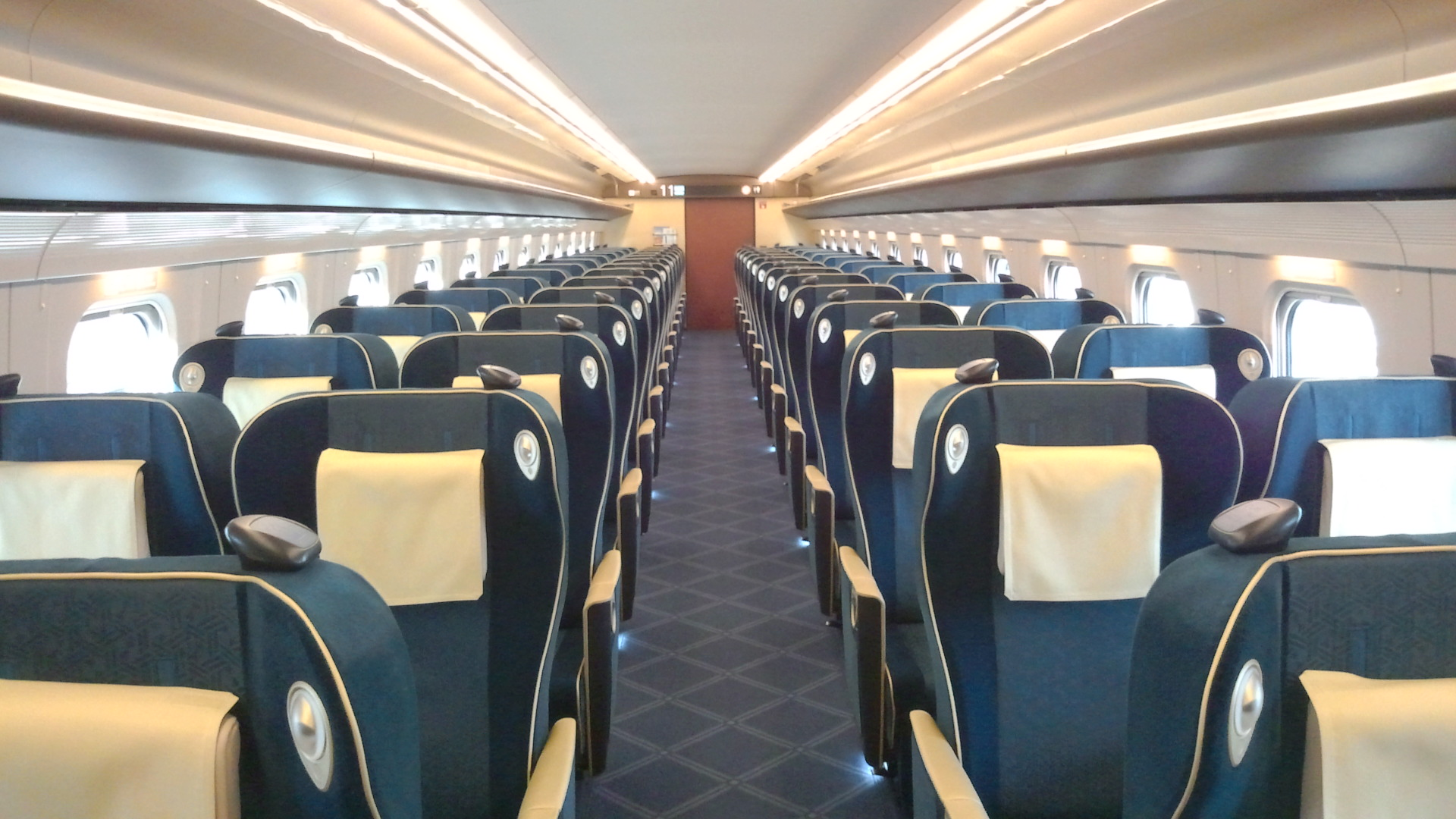
11호차 그린차
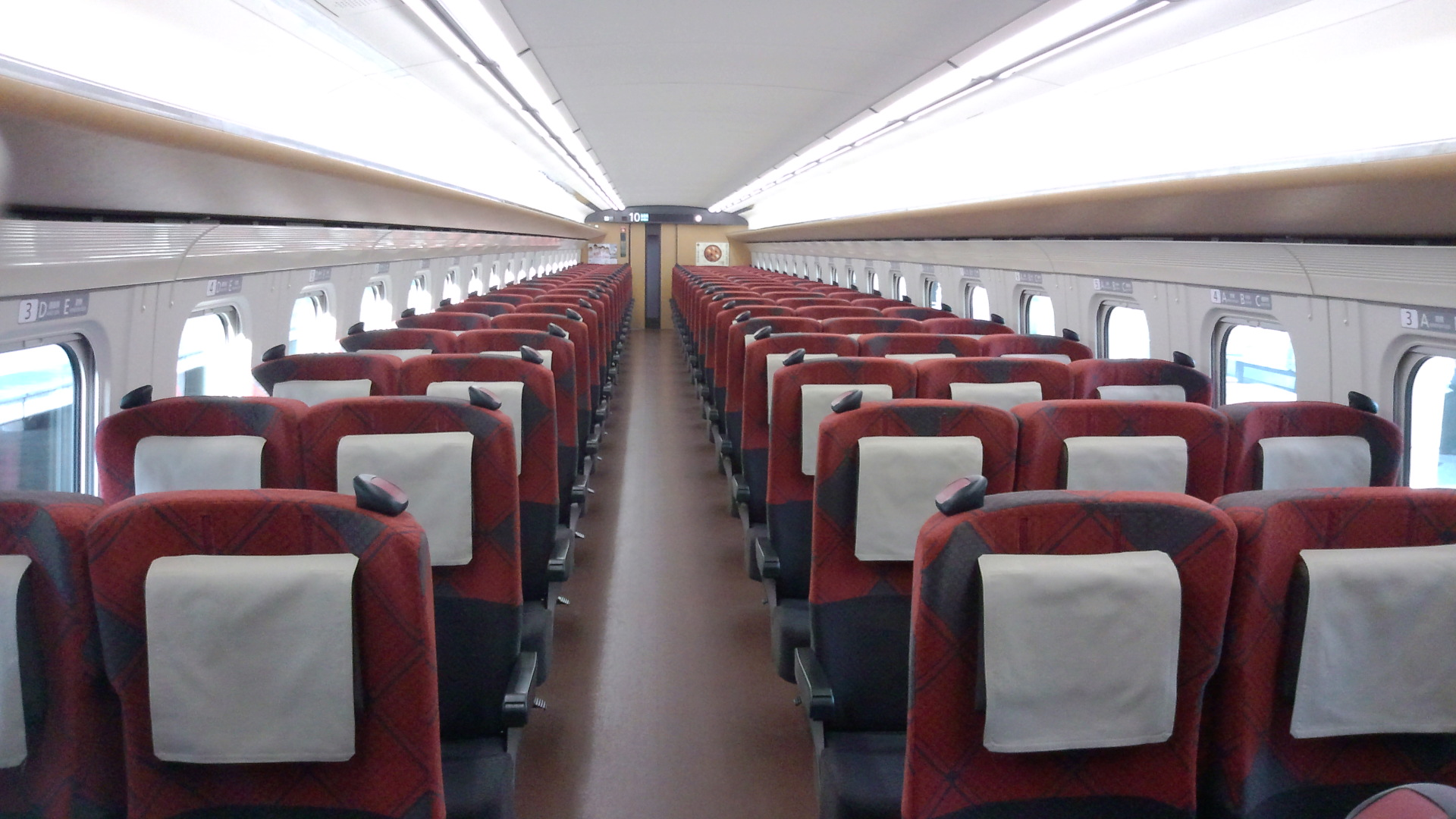
10호차 좌석
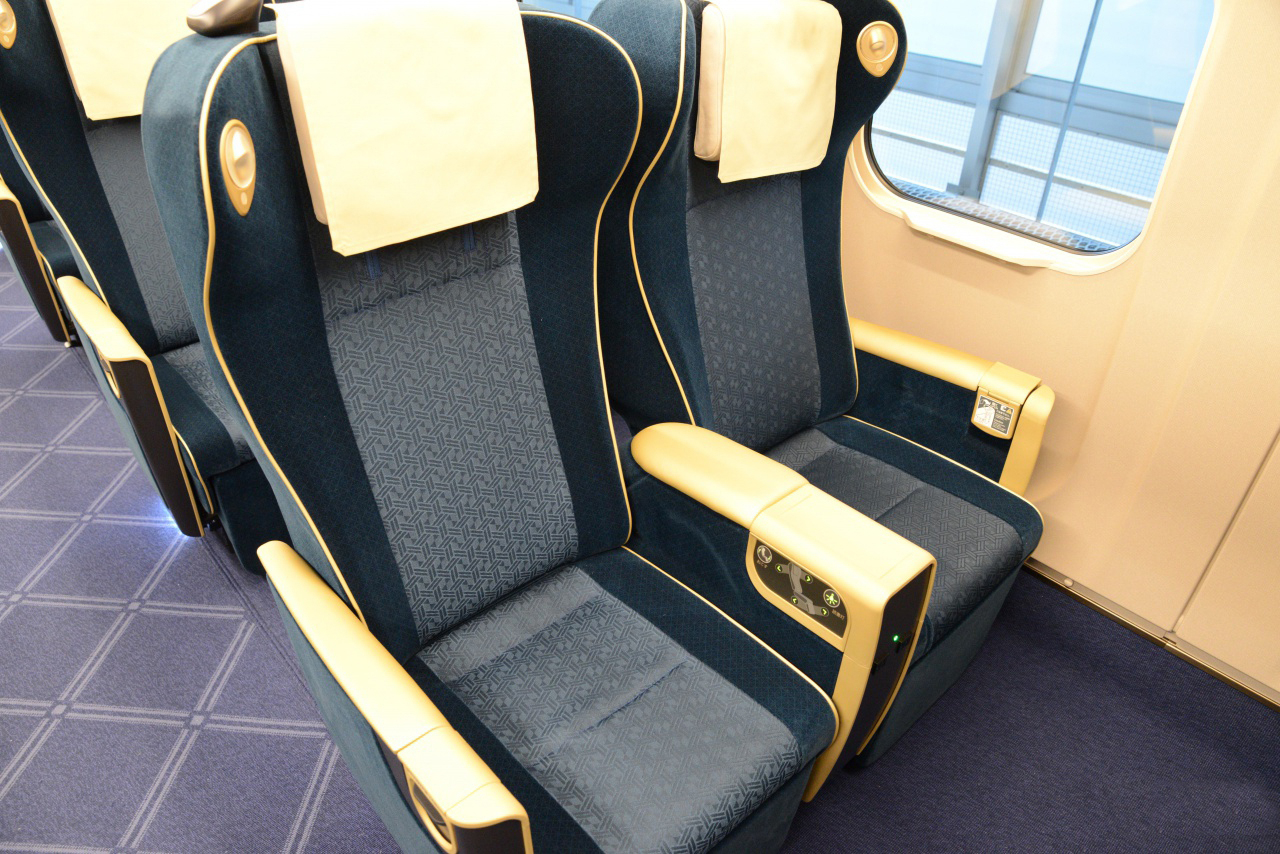
W7계 그린차 좌석

## 현황
- 총 71편성이 도입되었으며, 현재 61편성이 운행 중이다. 가독성을 높이기 위해 현재 운행 중인 차량은 굵은 글씨로 표시했다.

### F 편성
| 차호  | 도입 시기 | 운행 중단 시기 | 비고                                                                                 |
| ----- | --------- | -------------- | ------------------------------------------------------------------------------------ |
| F1호  | 2013년    | 2019년         | 태풍 하기비스로 인한 침수로 폐차되었다. F1편성은 도입 초기 S13호로 도입했다.         |
| F2호  | 2013년    | 2019년         | 태풍 하기비스로 인한 침수로 폐차되었다. F1편성은 도입 초기 S13호로 도입했다.         |
| F3호  | 2014년    | 운행 중        |                                                                                      |
| F4호  | 2014년    | 운행 중        |                                                                                      |
| F5호  | 2014년    | 운행 중        |                                                                                      |
| F6호  | 2014년    | 운행 중        |                                                                                      |
| F7호  | 2014년    | 2019년         | 태풍 하기비스로 인한 침수로 폐차되었다.                                              |
| F8호  | 2014년    | 2019년         | 태풍 하기비스로 인한 침수로 폐차되었다.                                              |
| F9호  | 2014년    | 운행 중        |                                                                                      |
| F10호 | 2014년    | 2019년         | 태풍 하기비스로 인한 침수로 폐차되었다.                                              |
| F11호 | 2014년    | 운행 중        |                                                                                      |
| F12호 | 2014년    | 운행 중        |                                                                                      |
| F13호 | 2014년    | 운행 중        | E5계와 적용된 차음판에 6호차와 10호차에 설치되었으나 현재는 철거되었다.              |
| F14호 | 2015년    | 2019년         | 태풍 하기비스로 인한 침수로 폐차되었다.                                              |
| F15호 | 2015년    | 운행 중        |                                                                                      |
| F16호 | 2015년    | 2019년         | 태풍 하기비스로 인한 침수로 폐차되었다.                                              |
| F17호 | 2015년    | 운행 중        |                                                                                      |
| F18호 | 2015년    | 2019년         | 태풍 하기비스로 인한 침수로 폐차되었다.                                              |
| F19호 | 2017년    | 운행 중        |                                                                                      |
| F20호 | 2018년    | 운행 중        | 니가타 신칸센 차량 센터 소속으로 2019년 10월 23일부터 호쿠리쿠 신칸센에 대출 중이다. |
| F21호 | 2018년    | 운행 중        | 니가타 신칸센 차량 센터 소속으로 조에쓰 신칸센 노선만 운행한다.                      |
| F22호 | 2018년    | 운행 중        | 니가타 신칸센 차량 센터 소속으로 조에쓰 신칸센 노선만 운행한다.                      |
| F23호 | 2019년    | 운행 중        | 니가타 신칸센 차량 센터 소속으로 2019년 10월 23일부터 호쿠리쿠 신칸센에 대출 중이다. |
| F24호 | 2019년    | 운행 중        |                                                                                      |
| F25호 | 2019년    | 운행 중        |                                                                                      |
| F26호 | 2019년    | 운행 중        |                                                                                      |
| F27호 | 2020년    | 운행 중        |                                                                                      |
| F28호 | 2020년    | 운행 중        |                                                                                      |
| F29호 | 2020년    | 운행 중        |                                                                                      |
| F30호 | 2020년    | 운행 중        |                                                                                      |
| F31호 | 2021년    | 운행 중        |                                                                                      |
| F32호 | 2021년    | 운행 중        |                                                                                      |
| F33호 | 2021년    | 운행 중        |                                                                                      |
| F34호 | 2021년    | 운행 중        |                                                                                      |
| F35호 | 2021년    | 운행 중        |                                                                                      |
| F36호 | 2021년    | 운행 중        |                                                                                      |
| F37호 | 2021년    | 운행 중        |                                                                                      |
| F38호 | 2021년    | 운행 중        |                                                                                      |
| F39호 | 2021년    | 운행 중        |                                                                                      |
| F40호 | 2021년    | 운행 중        |                                                                                      |
| F41호 | 2021년    | 운행 중        |                                                                                      |
| F42호 | 2021년    | 운행 중        |                                                                                      |
| F43호 | 2021년    | 운행 중        |                                                                                      |
| F44호 | 2022년    | 운행 중        |                                                                                      |
| F45호 | 2022년    | 운행 중        |                                                                                      |
| F46호 | 2023년    | 운행 중        |                                                                                      |
| F47호 | 2023년    | 운행 중        |                                                                                      |
| F48호 | 2023년    | 운행 중        |                                                                                      |

### W 편성
| 차호  | 도입 시기 | 운행 중단 시기 | 비고                                    |
| ----- | --------- | -------------- | --------------------------------------- |
| W1호  | 2014년    | 운행 중        |                                         |
| W2호  | 2014년    | 2019년         | 태풍 하기비스로 인한 침수로 폐차되었다. |
| W3호  | 2014년    | 운행 중        |                                         |
| W4호  | 2014년    | 운행 중        |                                         |
| W5호  | 2014년    | 운행 중        |                                         |
| W6호  | 2014년    | 운행 중        |                                         |
| W7호  | 2014년    | 2019년         | 태풍 하기비스로 인한 침수로 폐차되었다. |
| W8호  | 2015년    | 운행 중        |                                         |
| W9호  | 2015년    | 운행 중        |                                         |
| W10호 | 2015년    | 운행 중        |                                         |
| W11호 | 2015년    | 운행 중        |                                         |
| W12호 | 2021년    | 운행 중        |                                         |
| W13호 | 2021년    | 운행 중        |                                         |
| W14호 | 2021년    | 운행 중        |                                         |
| W15호 | 2022년    | 운행 중        |                                         |
| W16호 | 2022년    | 운행 중        |                                         |
| W17호 | 2022년    | 운행 중        |                                         |
| W18호 | 2022년    | 운행 중        |                                         |
| W19호 | 2022년    | 운행 중        |                                         |
| W20호 | 2022년    | 운행 중        |                                         |
| W21호 | 2023년    | 운행 중        |                                         |
| W22호 | 2023년    | 운행 중        |                                         |
| W23호 | 2023년    | 운행 중        |                                         |
| W24호 | 2023년    | 운행 중        |                                         |

## 사건 및 사고

### 나가노 신칸센 차량 센터차량 침수 사건
- 2019년 10월, 태풍 하기비스의 영향으로 나가노 신칸센 차량 센터에 있던 동일본여객철도의 8개 편성과 서일본여객철도의 2개 편성이 침수되었다. 이에 따라 해당 편성들은 폐차하기로 결정되었다.[28]

## 사진
아래 사진은 모두 태풍 하기비스로 인한 나가노 신칸센 차량 센터 침수로 인해 폐차된 F1호의 모습이다.

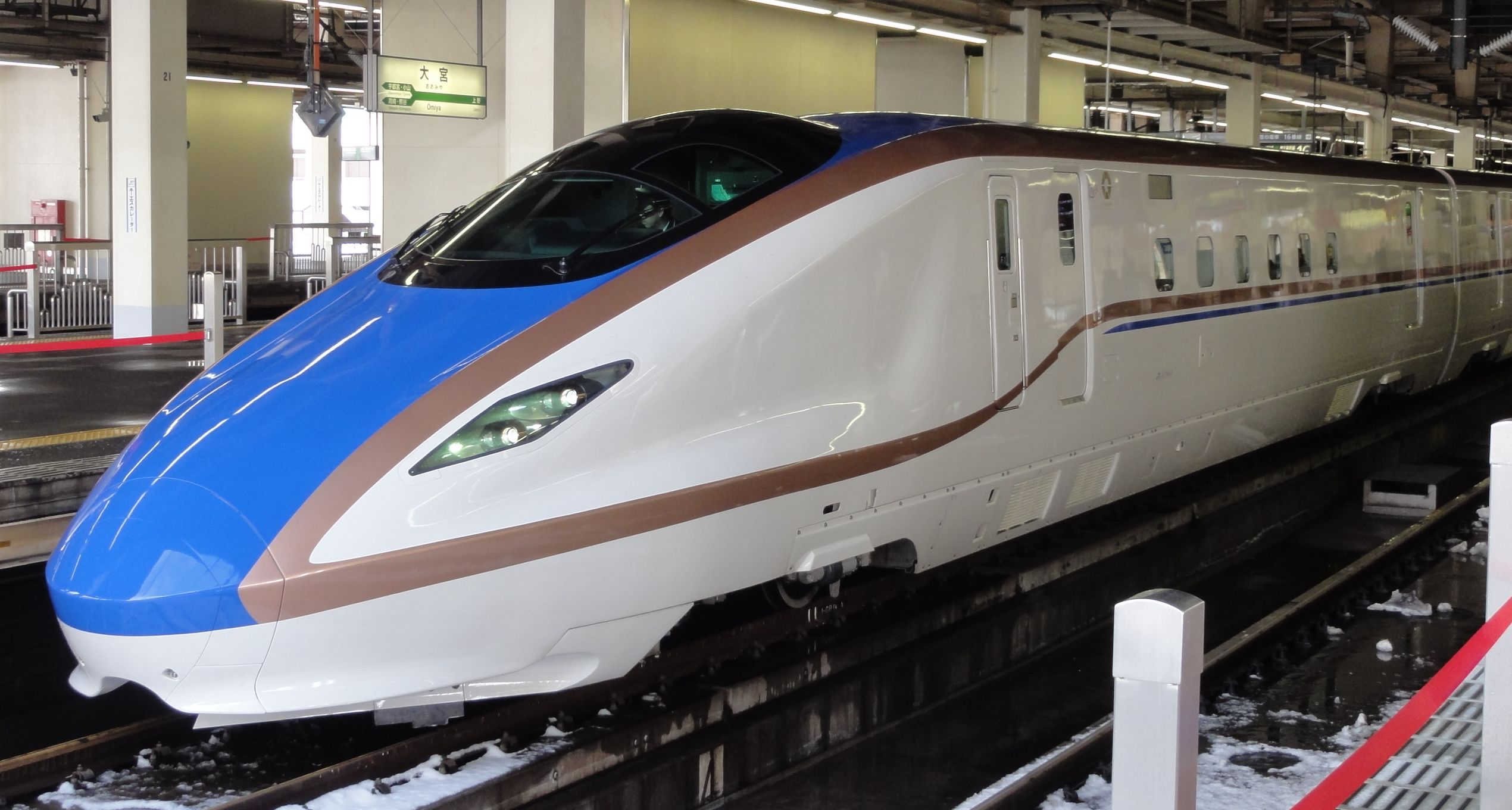
E714-1 (12호차)
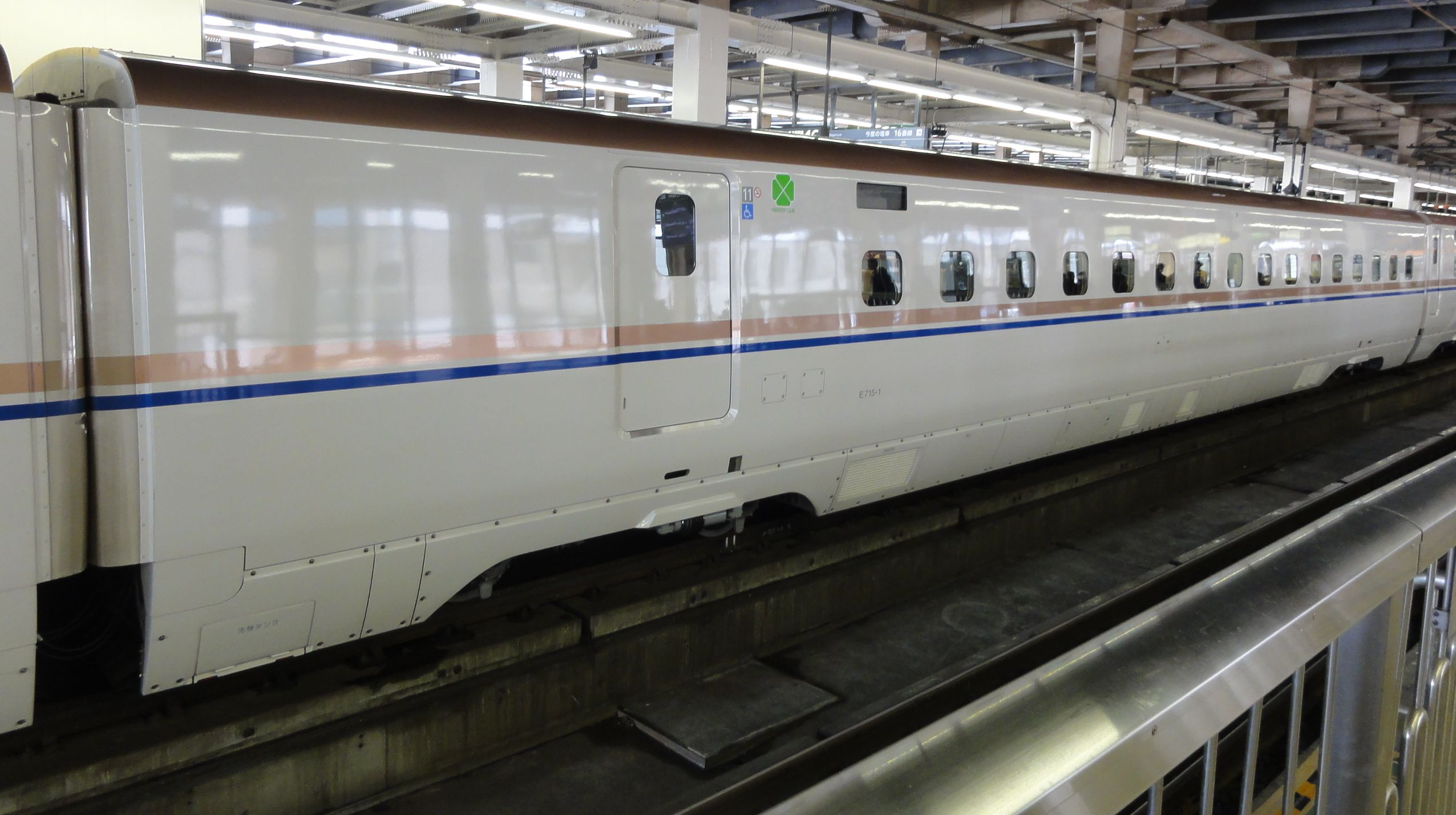
E715-1 (11호차)
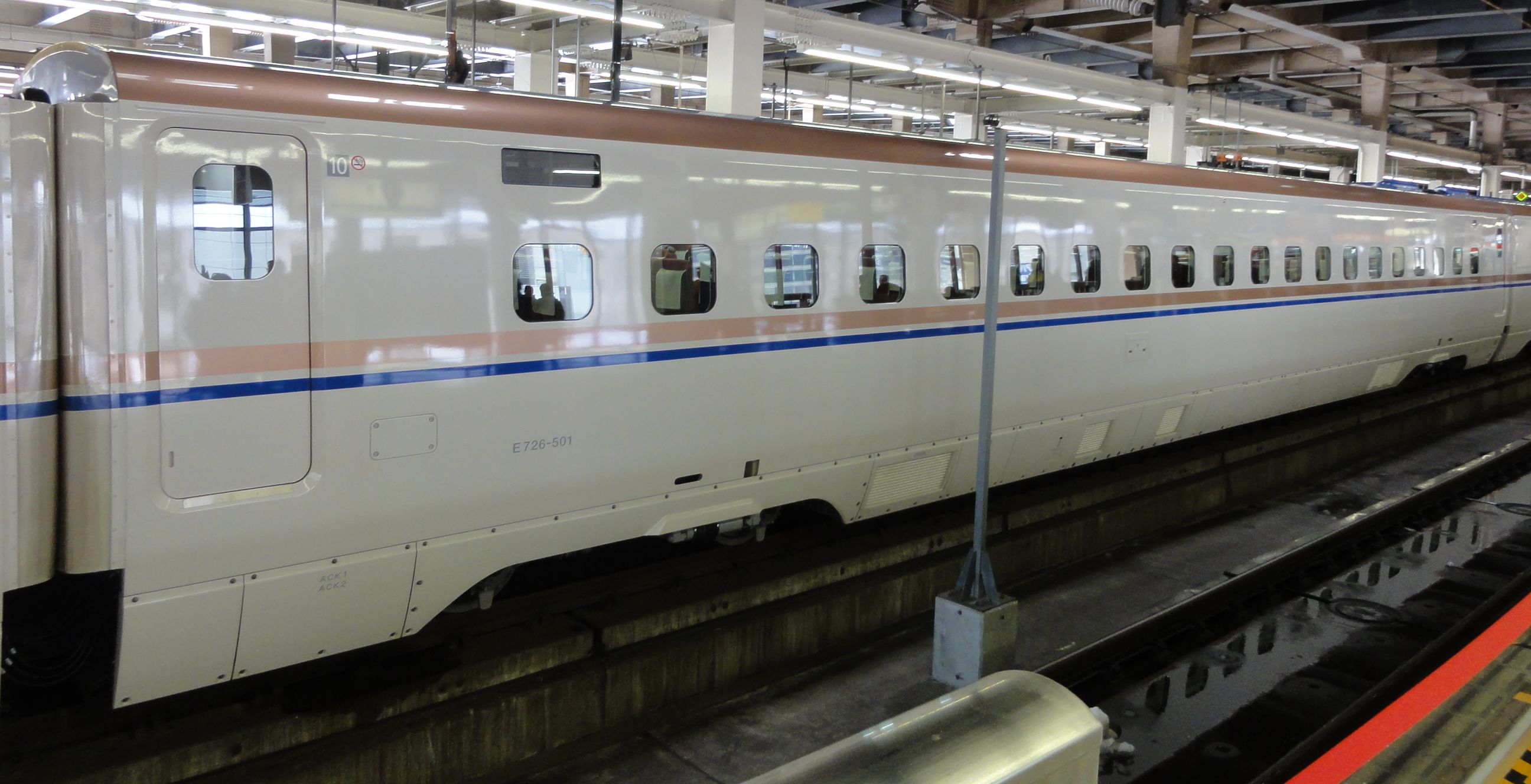
E726-501 (10호차)
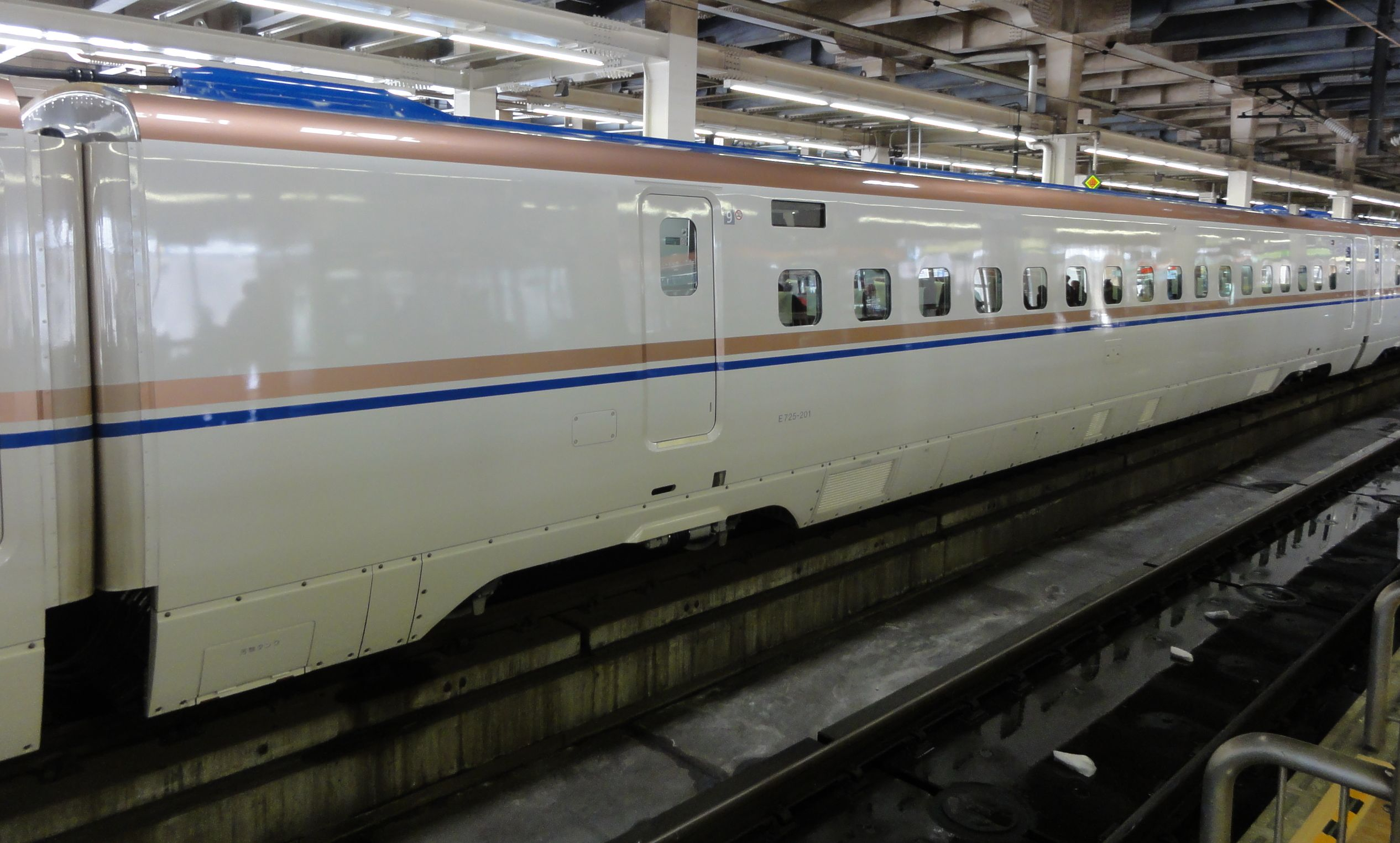
E725-201 (9호차)
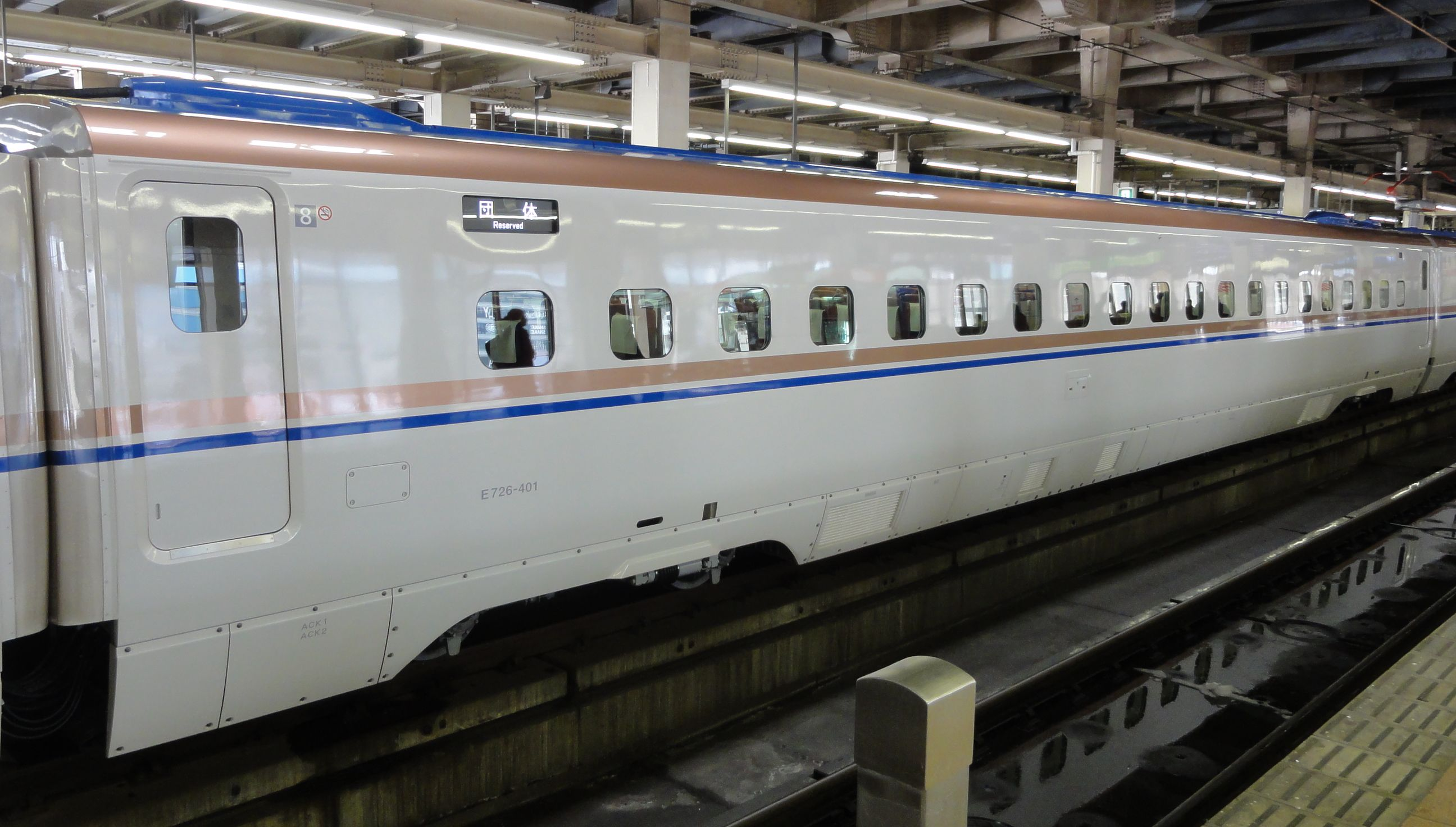
E726-401 (8호차)
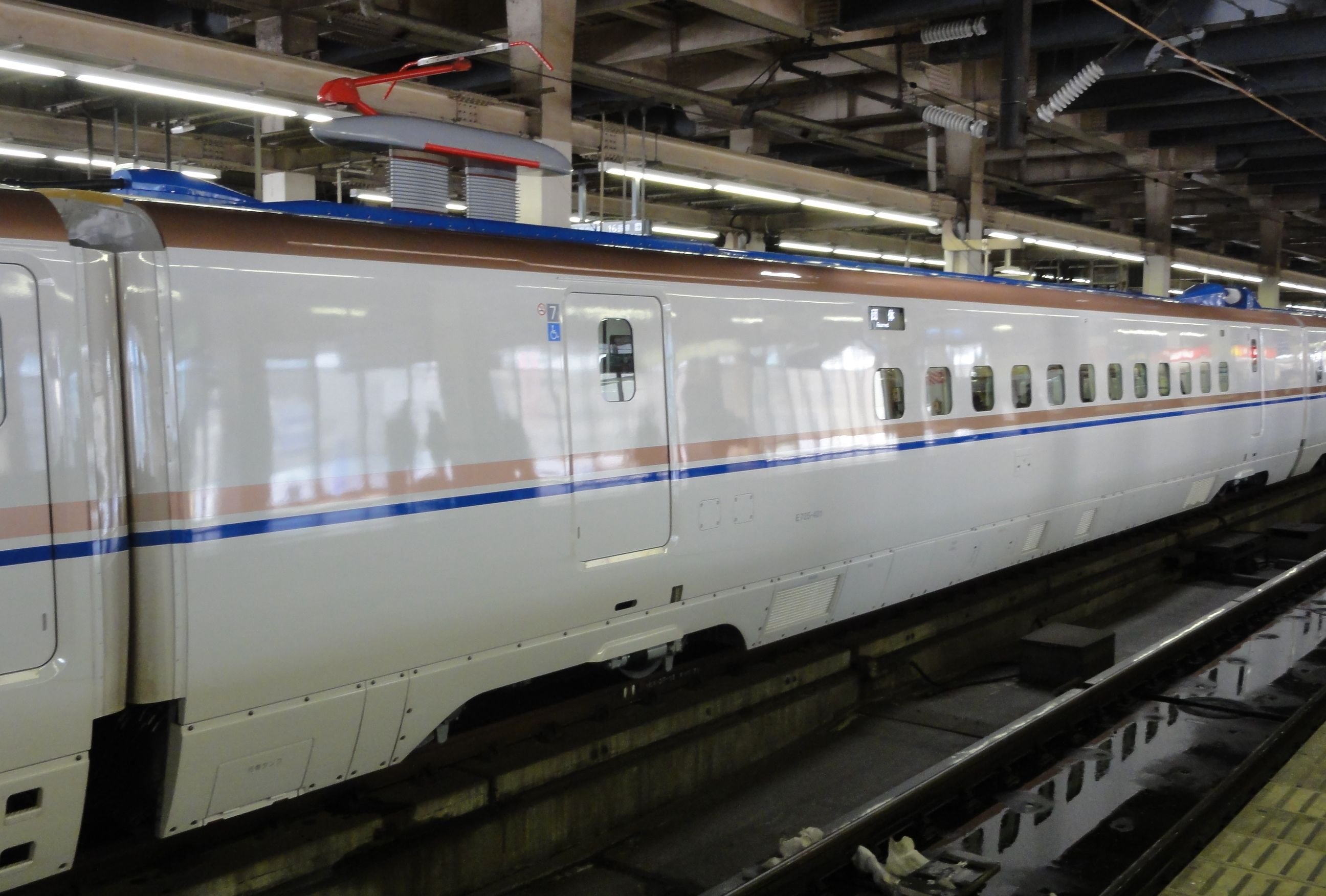
E725-401 (7호차)
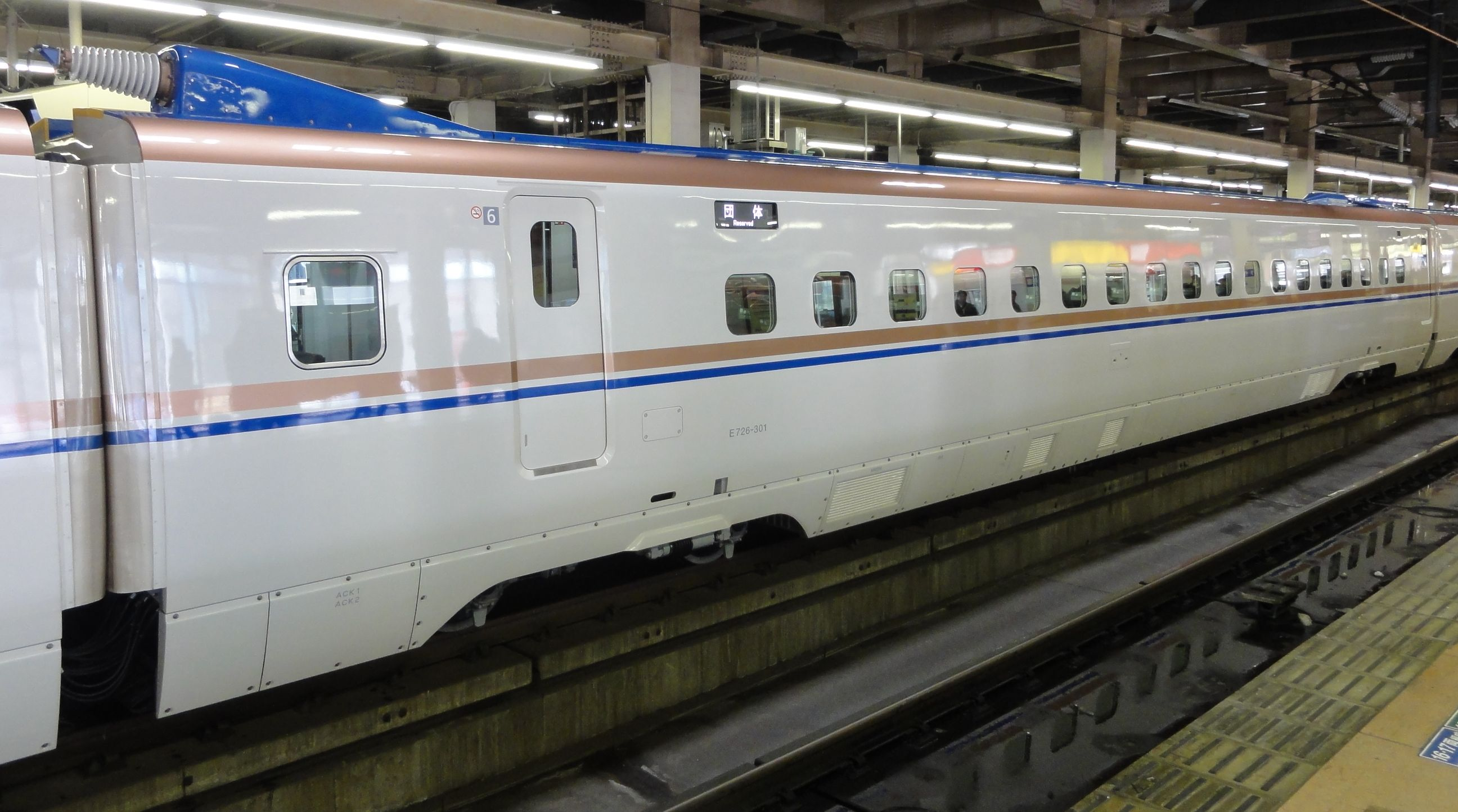
E726-301 (6호차)
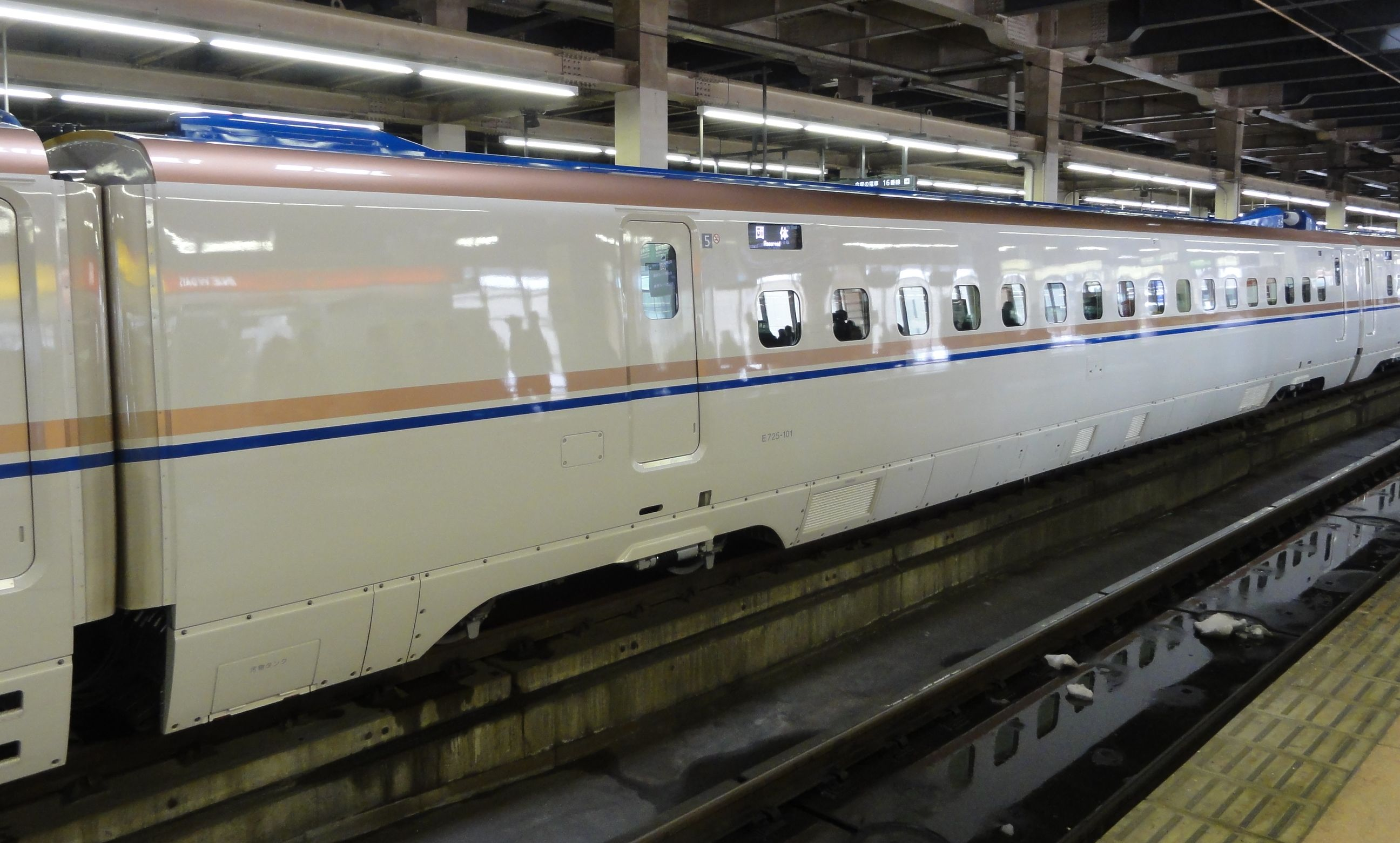
E725-101 (5호차)
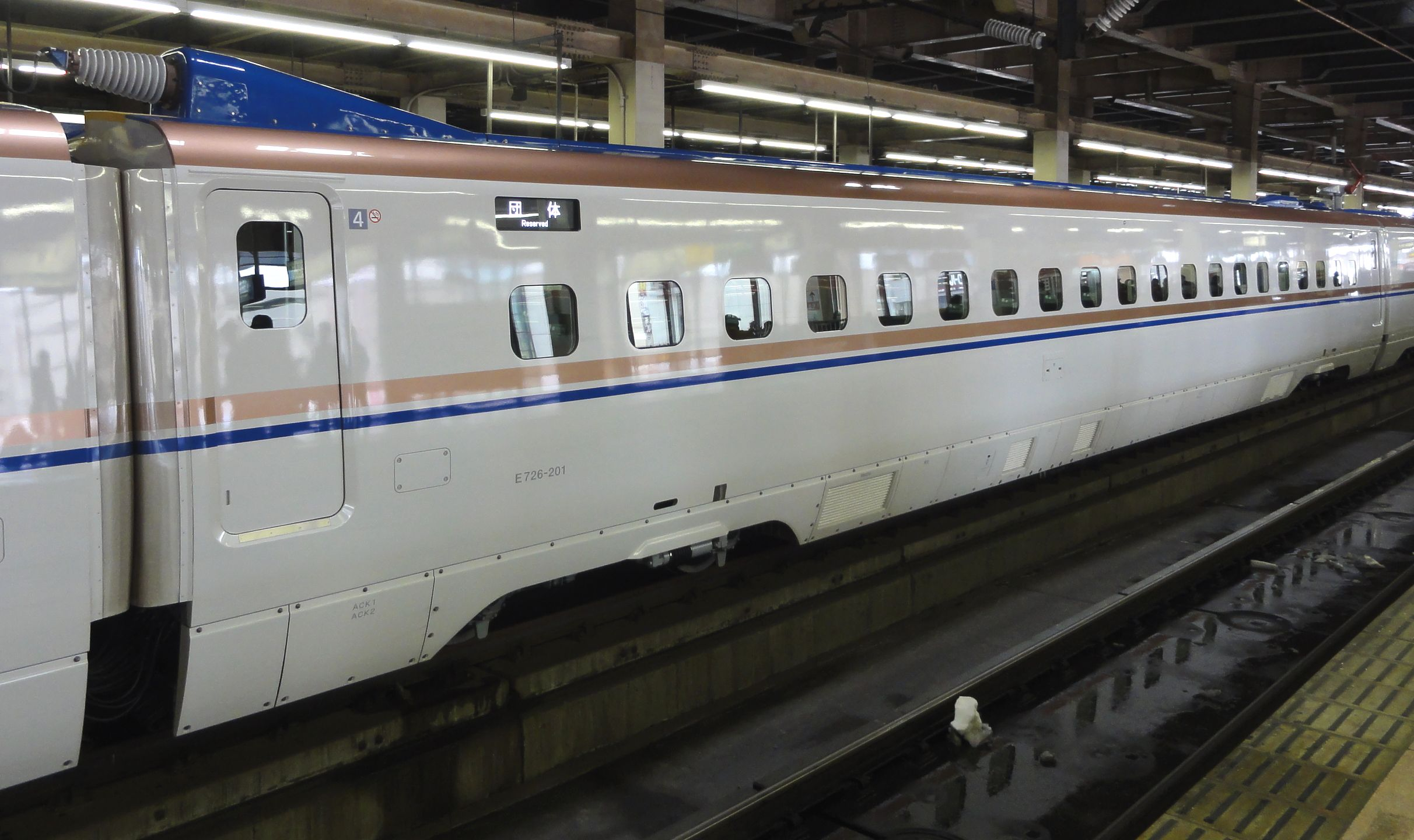
E726-201 (4호차)
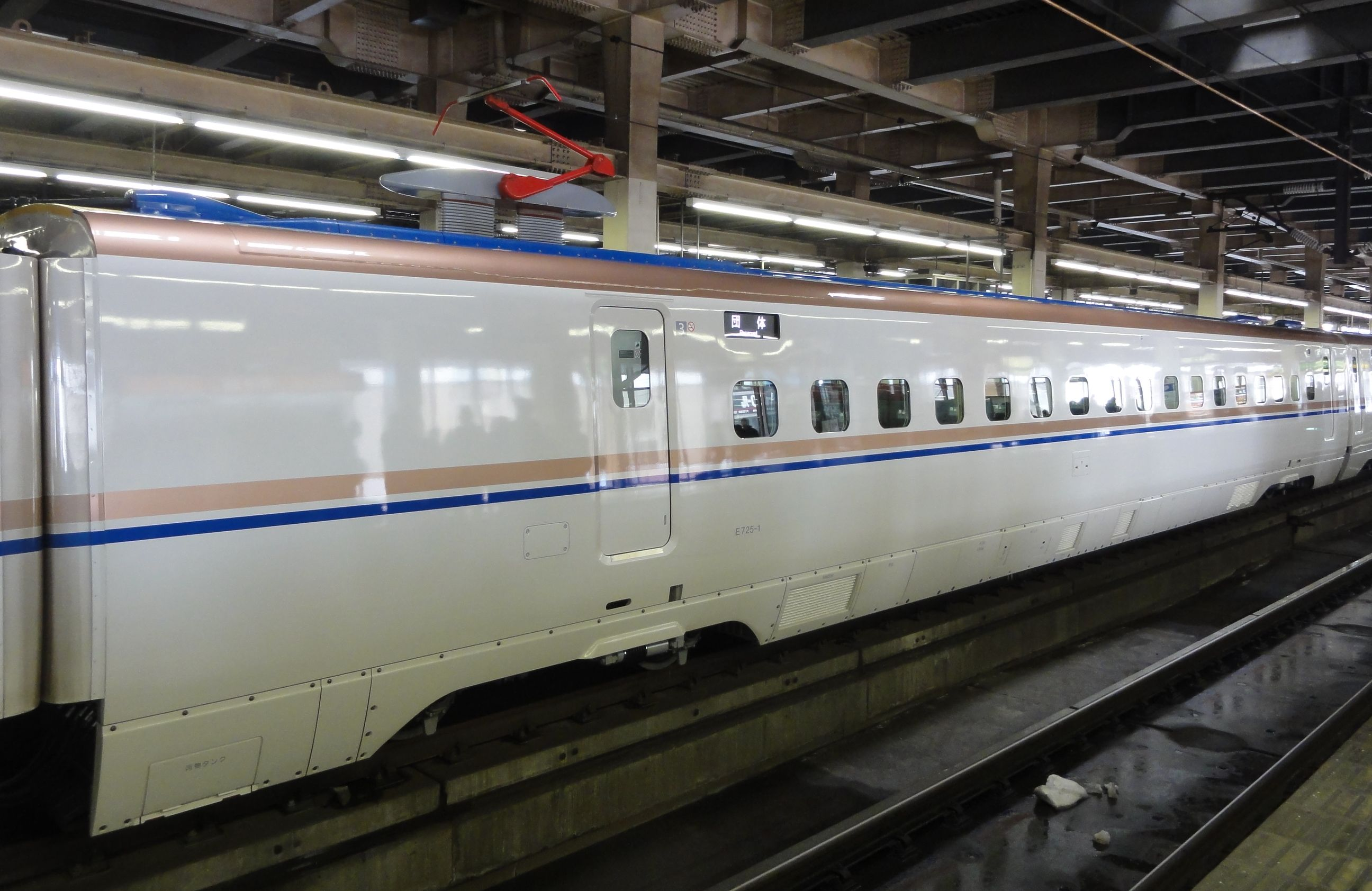
E725-1 (3호차)
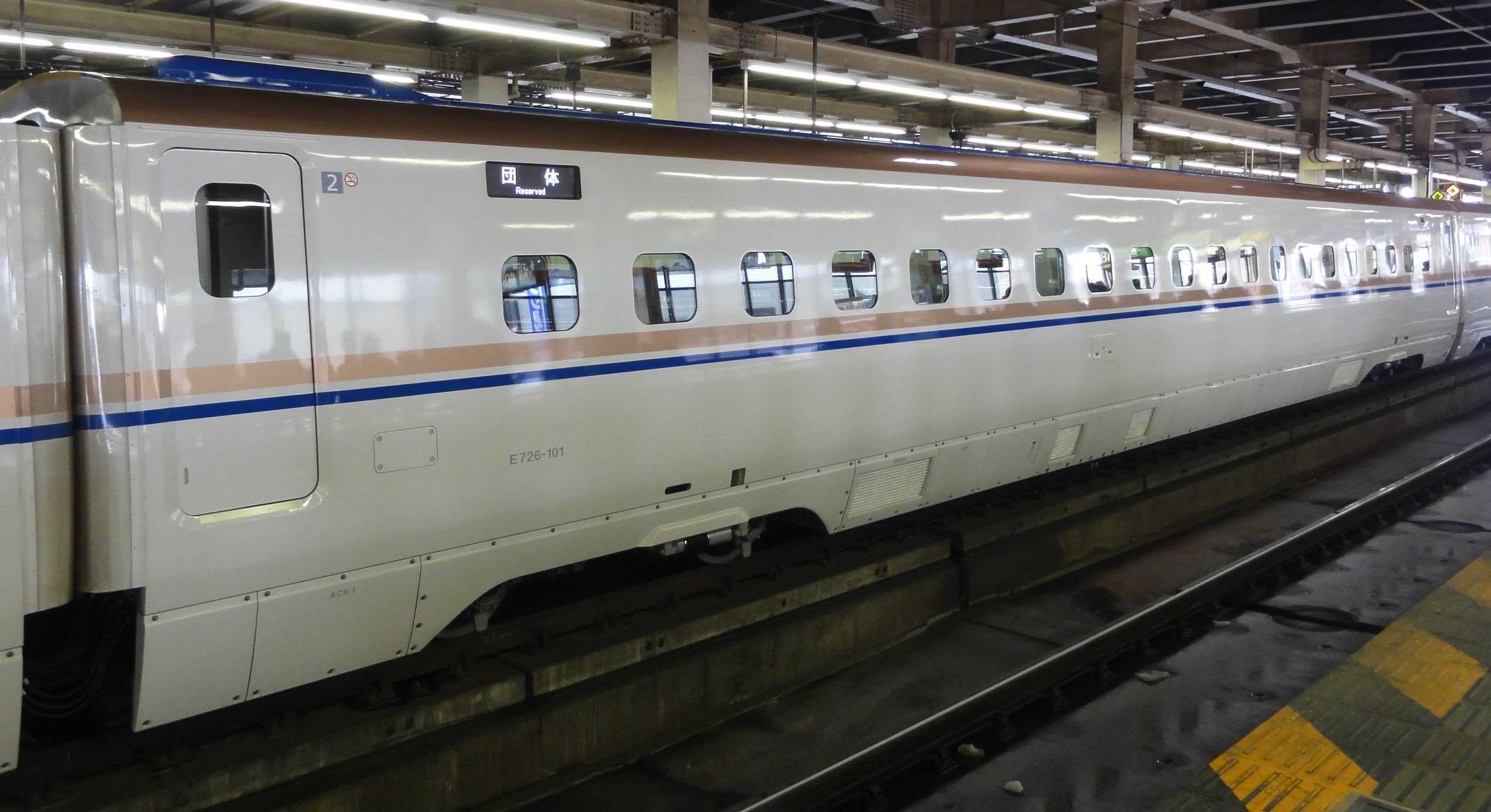
E726-101 (2호차)
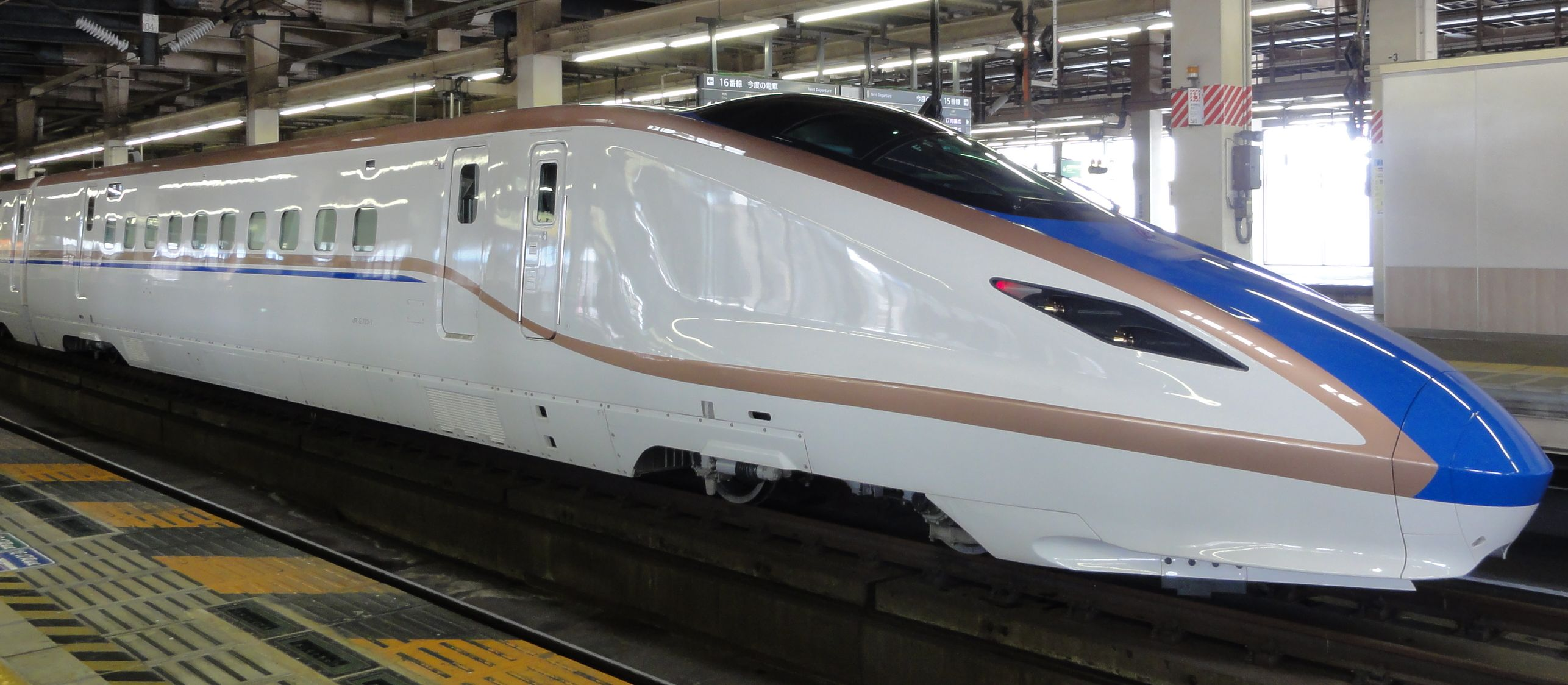
E723-1 (1호차)